# Cratera ochra
Cratera ochra ist eine Art von brasilianischen Landplanarien in der Gattung Cratera.

## Merkmale
Cratera ochra ist eine mittelgroße Landplanarie mit einem lanzenförmigen Körper. Sie erreicht eine Körperlänge von bis zu 85 Millimetern. Der Rücken hat eine gelb-ockerne Färbung, worauf graue bis grau-braune Pigmentflecken so verteilt sind, dass zwei unregelmäßige dunklere Steifen entlang der Körperlänge erscheinen, während die Ränder und die Mittellinie heller sind. Die Bauchseite ist blass-gelb.
Auf den ersten Millimetern sind viele Augen an den Körperrändern verteilt. Weiter hinten finden sich die Augen auf der Rückenseite.

## Etymologie
Das Artepitheton ochra bezieht sich auf die Rückenfärbung im gelben Ockerton.

## Verbreitung
Der Lebensraum C. ochra besteht aus feuchten Wäldern im Nordosten des Bundesstaats Rio Grande do Sul im südlichen Brasilien, wie auch aus Plantagen der Brasilianischen Araukarien und Kiefern.